# Tri s polovinoj dnja iz žizni Ivana Semёnova, vtoroklassnika i vtorogodnika
Tri s polovinoj dnja iz žizni Ivana Semёnova, vtoroklassnika i vtorogodnika (Три с половиной дня из жизни Ивана Семёнова — второклассника и второгодника) è un film del 1966 diretto da Konstantin Alekseevič Berezovskij.